# Lloyd deMause
Lloyd deMause, né le 19 septembre 1931 à Detroit et mort le 23 avril 2020, est un penseur social américain connu pour avoir inventé la psychohistoire. Il a fait des études de sciences politiques à l'université Columbia puis s'est formé comme psychanalyste. Il est fondateur de l'Association for Psychohistory, de la revue Journal of Psychohistory et cofondateur de l'International Psychohistorical Association.

## Recherches
DeMause a inventé la psychohistoire. Cette discipline peut être définie comme l'étude de ce qui a motivé certains événements historiques. Elle cherche à comprendre l'origine émotionnelle du comportement social et politique passé et actuel des groupes et des sociétés. Les principaux objets de cette discipline sont l'enfance et la famille, et les études psychologiques en anthropologie et ethnologie.

## Publications

### Ouvrages
- The history of childhood. New York: Harper and Row, 1974  (ISBN 0061318485).
- A bibliography of psychohistory. New York: Garland Pub, 1975  (ISBN 0-8240-9999-0).
- The New psychohistory. New York: Psychohistory Press, 1975  (ISBN 0-914434-01-2).
- Ebel, Henry et DeMause, Lloyd, Jimmy Carter and American fantasy : psychohistorical explorations, New York, Two Continents, 1977 (ISBN 0-8467-0363-7)
- Foundations of psychohistory. New York: Creative Roots,  (ISBN 0-940508-01-X),
- Reagan's America. New York:Creative Roots,  (ISBN 0-940508-02-8) 1984.
- (en) DeMause, Lloyd, The Emotional Life of Nations, New York, Karnac, 2002, 454 p. (ISBN 1-892746-98-0)
- DeMause, Lloyd, The History of Childhood, Northvale, New Jersey, Jason Aronson, 1995 pbk, 450 p. (ISBN 978-1-56821-551-8 et 1-56821-551-7, lire en ligne)

### Articles (sélection)
Articles publiés dans la revue qu'il a fondée, Journal of Psychohistory
- The Evolution of Childhood, History of Childhood Quarterly.  1 (4), p. 503-575. (Comments and reply: p. 576-606) 1974
- The History of Childhood in Japan, 15 (2), p. 147-151 1987.
- On Writing Childhood History, 16 (2), p. 35-71 1988.
- The Role of Adaptation and Selection in Psychohistorical Evolution, 16 (4), p. 355-372 (Commentaires et réponses  p. S. 372-404) 1989.
- The History of Child Assault, 18 (1), p. 1-29. 1990
- The Universality of Incest, 19 (1), p. 123-164.1991
- Why Cults Terrorize and Kill Children 21 (4), 1994
- The Psychogenic Theory of History, 25 (1), p. 112-183. 1997

## Crédit d'auteurs
- (en) Cet article est partiellement ou en totalité issu de l’article de Wikipédia en anglais intitulé « Lloyd deMause » (voir la liste des auteurs).